# Рифкин, Джереми
Дже́реми Ри́фкин (англ. Jeremy Rifkin; род. 26 января 1945 года, Денвер, штат Колорадо, США) — американский социальный философ, экономист, писатель и общественный деятель. Теоретик посткапитализма, пропагандист устойчивого развития и альтернативной энергетики, автор концепции «третьей промышленной революции». Консультант ряда влиятельных политиков. Создатель бестселлеров «Европейская мечта», «Водородная экономика», «Эпоха доступа», «Век биотеха» и «Конец работы».

## Происхождение и семья
Родители происходили из семей еврейских эмигрантов из России, поселившихся в Эль Пасо (со стороны матери) и Денвере (со стороны отца). Отец писателя — Милтон Рифкин (1908—1993) — изобретатель в области холодильного и упаковочного оборудования. В 1930—1940 годах он занимался бакалейным бизнесом, затем основал компанию по производству полиэтиленовых пакетов Frez-O-Mat, став одним из пионеров моды на применение полиэтиленовых пакетов. В 1934 году он женился на Виветте Равел (1911—2007), которая родилась в Эль-Пасо (Техас) и выросла в Лас-Крусесе. На момент знакомства с Рифкиным-старшим она работала дизайнером одежды в May Department Stores Company, а затем возглавила в бизнесе мужа направление готовой еды. После 1945 года интересы Виветты сосредоточились на компании по выпуску аудиокниг для слепых (сестра-близнец Джереми Рифкина Джерелин родилась слепой).
Помимо Джереми, в семье росли три дочери. Старшая, Мартил Райнсдорф (англ. Martyl Reinsdorf, род. 1935), состоит в браке с владельцем баскетбольного клуба  «Чикаго Буллз» и бейсбольной команды «Чикаго Уайт Сокс» Джерри Райнсдорфом. Средняя дочь — Дави Хорвиц (англ. Dovie Horvitz, род. 1937). Младшая, Джилл Грандлэнд (англ. Jill (Jerelyn) Grundland, род. 1945) — близнец Джереми, родилась слепой, но благодаря усилиям матери сумела закончить Миссурийский университет.
Первый брак Джереми завершился разводом. В 1990 году он женился повторно, на активистке Общества защиты животных Соединённых Штатов Кэрол Грюнвальд (англ. Carol Grunewald).

## Биография
Джереми родился в 1945 году. Получил степень бакалавра в Уортонской школе бизнеса Пенсильванского университета (1967 год) и степень магистра на факультете международных отношений Флетчеровской школы права и дипломатии Университета Тафтса (1968 год).

### Антивоенное и левое движение
Общественной деятельностью он увлёкся ещё в студенчестве, помогая в организации антивоенного «Похода на Пентагон» (1967 год). Позже являлся национальным координатором гражданской комиссии по расследованию преступлений американской армии во Вьетнаме, в 1971 году стал соучредителем Движения новых американцев, относящегося к числу «новых левых».
В следующем году возникла Народная комиссия по празднованию 200-летия (англ. The Peoples Bicentennial Commission), призванная обеспечить «революционную альтернативу празднованию 200-летия США». Рифкин был не согласен с тем фактом, что 1 % взрослых американцев владеет 72 % корпоративной собственности, и добивался расширения экономической демократии. Одним из нашумевших мероприятий комиссии стала акция протеста, приуроченная к 200-летию Бостонского чаепития. Акция прошла в момент известного нефтяного кризиса, была направлена против роста цен на бензин и получила название «Бостонской нефтяной вечеринки» (англ. Boston Oil Party).
Чуть позже комиссия, оставив прежнюю аббревиатуру PBC, сменила название на Народную комиссию по бизнесу (англ. The Peoples Business Commission). Известной её акцией стала отправка телеграмм жёнам 8 000 американских CEO с призывом задать мужьям вопрос о корпоративных преступлениях и коррупции. Также 10 000 секретарей была предложена премия в $25 000 за информацию, которая приведёт к осуждению за преступление кого-либо из числа топ-менеджмента компаний списка Fortune Global 500.

### Биолуддизм и экология
Дальнейшая общественная деятельность Рифкина была направлена на борьбу с биотехнологиями. Так, он протестовал против синтетического микроба Frostban и применения бактерий-деструкторов для ликвидации разливов нефти. В штате Висконсин Рифкину удалось добиться бойкота продукции коров, которых кормили особым гормоном роста. Объектами борьбы реорганизованного им из PBC совместно с Тедом Говардом в 1977 году Фонда изучения экономических тенденций (англ. The Foundation on Economic Trends, FET) выступали также суррогатное материнство, проектирование индивидуальных черт человеческого потомства (англ. designer baby) и опыты с ГМО. С целью юридического воспрепятствования опытам по скрещиванию человека с животными Рифкин совместно со Стюартом Ньюменом подал в 1998 году заявку на получение патента на методы создания «химер человек-животное». В 1999 году Рифкин организовал в «New York Times» на целую полосу рекламу организаций, которые требовали поставить биотехнологии под строгий контроль. Журнал «Time» назвал Рифкина самым ненавидимым человеком в науке.
Заметной была и кампания против потребления говядины: одним из выдвинутых в адрес крупного рогатого скота обвинений было производство метана, являющегося парниковым газом. Задачей кампании было сокращение потребления говядины на 50 %. Деннис Эвери, директор Центра изучения глобального питания Хадсоновского института, назвал Рифкина Стивеном Кингом по части ужасов в отношении пищи.

### Преподавание и консультационная деятельность
С 1994 года Рифкин преподаёт в родной Уортонской школе бизнеса. За прошедшее время он прочитал лекции более чем в 500 университетах 20 стран мира. Мичио Каку упомянул Рифкина в разделе благодарностей своей книги «Физика будущего» (2011). Рифкину довелось быть консультантом председателей Европейской комиссии Романо Проди и Жозе Мануэла Баррозу, испанского премьера Хосе Луиса Сапатеро и германского канцлера Ангелы Меркель, сейчас он возглавляет научно-технический комитет Экспо-2017 в Астане. Также Рифкин ведёт ежемесячные колонки в таких изданиях, как американская Los Angeles Times, британская Guardian, немецкая Süddeutsche Zeitung, итальянский L’Espresso, испанская El Pais и французская Le Monde.

## Творчество
Джереми Рифкин является автором большого числа книг, переведённых более чем на 20 языков мира. По версии Amazon.com, бестселлерами являются следующие его сочинения: «Европейская мечта», «Водородная экономика», «Эпоха доступа», «Век биотеха» и «Конец работы». В то же время влияние на развитие западной общественной мысли оказали многие из произведений Рифкина.
Например, в книге «Стань собственником своей работы» (англ. Own Your Own Job, 1977 год), посвящённой теме экономической демократии, он предложил идею компании, находящейся во владении работников. «Север поднимется снова» (англ. The North Will Rise Again, 1978 год), написанный вместе с Рэнди Барбером, стал бестселлером в среде рабочего движения; под влиянием книги профсоюзы начали учреждать собственные пенсионные фонды. Созданная в соавторстве с Тедом Говардом «Энтропия» (англ. Entropy: A New World View, 1980 год), посвящённая популяризации идей экономиста Николаса Джорджеску-Регена (в частности, работы «Закон энтропии и экономический процесс», 1971), была настольной книгой создателя цикла OODA полковника Джона Бойда.
Ниже кратко описаны некоторые нашумевшие произведения.

### «Конец работы»

Обложка первого издания «Конца работы» (1995 год).

Книга «Конец работы: Закат глобальной рабочей силы и рассвет послерыночной эры» (англ. The End of Work: The Decline of the Global Work-force and the Dawn of the Post-market Era, 1995 год) посвящена социальным последствиям явления, которое Рифкин назвал «третьей промышленной революцией». Если первая промышленная революция состоялась в начале XIX века и завершилась овладением энергией пара, вторая началась в 1860-х годах и характеризовалась внедрением электроэнергии, механизацией производства и распространением двигателей внутреннего сгорания, то третья началась после Второй мировой войны и связана с автоматизацией и роботизацией промышленности, внедрением вычислительной техники в производство, сферу услуг и особенно в сферу управления.
Приводимая в книге статистика вызванного автоматизацией сокращения рабочих мест и реальных доходов населения в 1980-х годах подтверждает старый марксистский тезис об обнищании народных масс, при этом свои выводы автор обосновывает не только отсылками к Марксу, но и цитатами из Норберта Винера и Пола Самуэльсона. Опасения автора вызывает перспектива того, что экономика вообще не будет нуждаться в работниках. Решение проблемы повальной безработицы Рифкин видит в резком сокращении продолжительности рабочей недели при сохранении уровня оплаты труда и широком финансировании сектора некоммерческих организаций.
Книга встретила положительные отзывы со стороны американских экономистов Василия Леонтьева и Роберта Хейлбронера, стала одной из причин перехода Франции и Италии на 35-часовую рабочую неделю. Произведение вдохновило будущего президента Эстонии Томаса Ильвеса на создание государственного проекта строительства компьютерной и сетевой инфраструктуры «Прыжок тигра».
Не все экономисты разделяют алармизм Рифкина; так, Пол Кругман объясняет растущую безработицу фазами экономического цикла. В то же время после выхода книги и другие исследователи заостряли внимание на проблеме сокращения занятости. В 2010 году британская фабрика мысли New Economics Foundation предложила ввести 21-часовую рабочую неделю. Год спустя два сотрудника школы менеджмента MIT Sloan, Эрик Бриньолфссон и Эндрю Макафи, посвятили проблеме свою книгу «Race Against The Machine: How the Digital Revolution is Accelerating Innovation, Driving Productivity, and Irreversibly Transforming Employment and the Economy».

### «Век биотеха»

Обложка одного из первых изданий «Века биотеха» (1999 год).

Рецензентка британской «The Guardian» сравнила Рифкина с ветхозаветным пророком Иеремией; по её словам, озвучивавшиеся писателем ранее (в книгах «Кто сыграет роль Бога?», 1977 год и «Алгения: новое слово — новый мир», 1983 год) опасения в отношении биотехнологий оказались пророческими. Полемичный «Век биотеха: Использование гена и переделка мира» (англ. The Biotech Century: Harnessing the Gene and Remaking the World, 1998 год) возвращается к этой же теме, предрекая в биотехнологиях революцию такого же масштаба, которая произошла в сфере ИТ. Развитие технологий в этой отрасли обещает как большие соблазны, так и грозит значительными рисками, в связи с чем автор уподобляет новый виток научно-технической революции сделке с дьяволом. В этой книге Рифкин напоминает о своём старом термине алгения, который образован от соединения слов «алхимия» и «генетика». По его убеждению, генетика — это алхимия XXI века.
Автор подробно обсуждает достижения и ожидания от биотеха в 7 направлениях: 
- рекомбинация генов — раньше человек был ограничен теми видами организмов, которые дала природа, а теперь может создавать новые;
- биологические патенты[англ.] — приносят огромные деньги корпорациям, но только малую часть прибылей получают народы южного полушария, на земле которых обычно водятся запатентованные формы жизни (биопиратство);
- возможные малопредсказуемые последствия от засевания почвы новыми биоиндустриальными растениями,
- картирование генома человека и евгеника — напоминая читателям о нацизме, Рифкин вопрошает, кто должен определить степень желательности тех или иных генов;
- возникновение новой социобиологии с приоритетом природы над воспитанием — теперь для успеваемости в учёбе необходимо не старание, а приём лекарств для стимуляции мозга;
- симбиоз генетики и информационных технологий;
- пересмотр теории естественного отбора.

Писатель смотрит на происходящее с позиций биоэтики, задавая каждый раз вопрос «какой ценой?». На его взгляд, имеет место противостояние двух групп, в котором молекулярные биологи, профессиональные генетики и гигантские корпорации в погоне за экономическим ростом пренебрегают интересами общественности и экологов. Несмотря на то, что книга написана в провокационной манере, в профессиональной научной литературе для генетиков прозвучало мнение, что аргументация Рифкина достойна рассмотрения (хотя и не все аргументы правильны), а книга полезна тем, что обращает внимание учёных на необходимость диалога с обществом.

### «Эпоха доступа»

Обложка первого издания «Эпохи доступа» (2000 год).

В произведении «Эпоха доступа: Новая культура гиперкапитализма, где вся жизнь является платным пользованием» (англ. The Age Of Access: The New Culture of Hypercapitalism, Where all of Life is a Paid-For Experience, 2000 год) Рифкин первым заметил, что в современной экономике возможность пользования активами становится важнее права собственности. Данную тенденцию автор увидел в распространении лизинга, аутсорсинга и франчайзинга.
С одной стороны, так удобнее потребителям: коэффициент обновления активов в лизинговых сделках составляет 54 % против 25 % у активов, находящихся в собственности. Капитализация компании Nike выше по сравнению с General Motors, хотя у первой гораздо меньше активов в собственности. Во время IPO компания DreamWorks была оценена в $2 млрд., хотя в ней нет вообще привычных материальных активов.
С другой стороны, так выгодно производителям: Ford не может продать вам один и тот же автомобиль несколько раз, однако может заработать много раз на продаже услуг. Поэтому распространение пользования приводит к усилению власти корпораций. Например, американские фермеры не покупают семена, а берут их в лизинг у компаний типа Monsanto, которым принадлежит патент на ДНК культур. После сбора урожая фермеры не получают права собственности на семена, последние остаются интеллектуальной собственностью биотехнологической фирмы. Как правило, эта же фирма добивается эксклюзивного права на поставку фермерам пестицидов и удобрений. И подобные обстоятельства напоминают о зловещих сюжетах тоталитарного будущего вроде «Нейроманта» Уильяма Гибсона. Рифкин задумывается над тем, каким должно быть общество, в котором пользование преобладает над собственностью, ведь в таком обществе люди гораздо больше вынуждены зависеть друг от друга.
Окончательного наступления посткапиталистической Эпохи доступа писатель ожидал к середине XXI века. Произведение встречено критикой неоднозначно, однако годы спустя наблюдения за потребительскими привычками поколения Y, не любящего обременять себя собственностью, показали правоту Рифкина. В 2010 году американцы в возрасте от 21 до 34 лет купили 27 % всех новых автомобилей в США по сравнению с пиком 38 % в 1985 году. С 1998 по 2008 годы доля подростков с водительским удостоверением упала более чем на четверть, а доля новых молодых домовладельцев в период с 2009 по 2011 годы снизилась более чем в 2 раза от уровня, достигнутого десятилетием раньше.

### «Водородная экономика»

Обложка первого русскоязычного издания «Водородной экономики» (2006 год).

В «Водородной экономике» (англ. The Hidrogen Economy: The Creation of the World-Wide Energy Web and the Redistribution of Power on Earth, 2002 год; русскоязычное издание «Если нефти больше нет... Кто возглавит мировую энергетическую революцию?», 2006 год) Рифкин представляет цивилизацию в качестве термодинамической системы. Следствием действия второго закона термодинамики является энтропия, т.е. уменьшение количества доступной для цивилизации энергии. При этом современная цивилизация относится к энергии довольно расточительно:

Для производства одной банки консервированной кукурузы, содержащей 270 калорий, фермер использует 2 790 калорий в виде топлива для машин, а также искусственных удобрений.

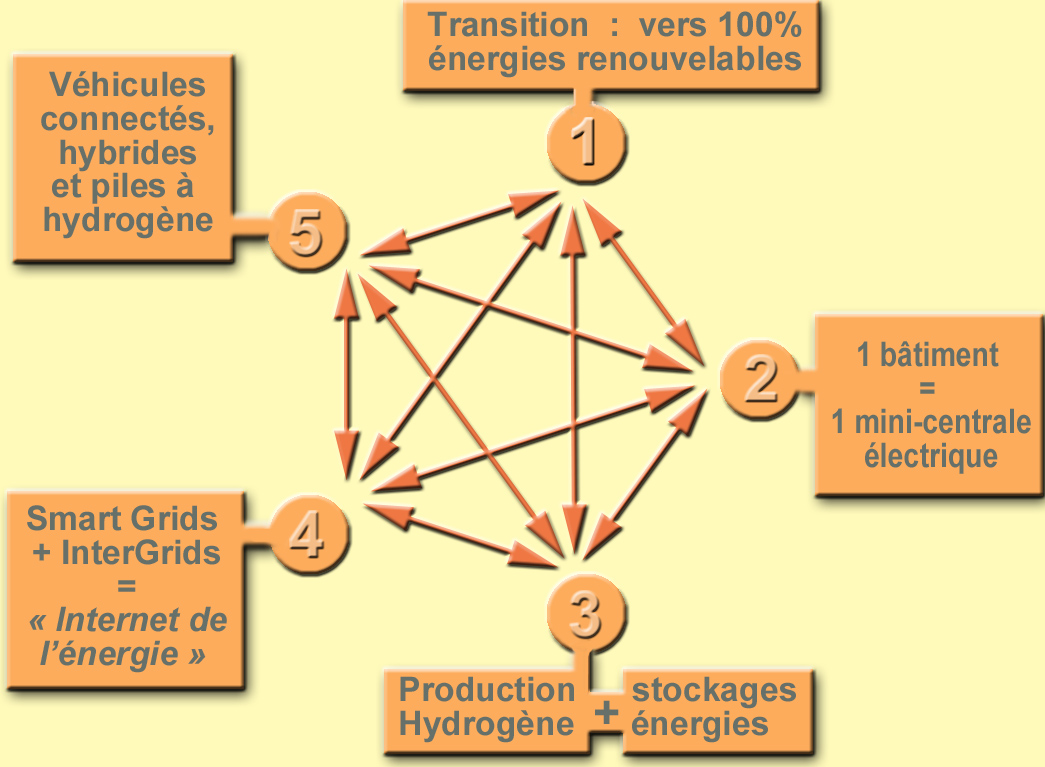
Будущая энергетическая сеть по Дж. Рифкину.

Для повышения энергетического ресурса цивилизации автор предлагает переход к водородной энергетике, потому что водород самый распространённый химический элемент во Вселенной. И хотя процесс извлечения водорода требует сегодня затрат времени, труда и капитала, применение к указанному ресурсу кривой Хабберта будет своеобразным. С одной стороны, по мере развития технологии себестоимость получения энергии из водорода должна неизбежно снижаться; с другой стороны, учитывая бесконечные запасы этого элемента, невозможен последующий рост себестоимости из-за уменьшения доступности ресурса.
Широкое распространение водорода позволило Рифкину также поднять вопрос о будущей децентрализации энергетики. Подобно Вебу 2.0, в котором пользователи выступают одновременно и поставщиками контента, идеалом автора является энергетическая сеть, пользователи которой свободно обменивались бы друг с другом энергией (на основе технологии smart grid), производимой ими на многочисленных установках малой энергетики.
Произведение входило в число любимых книг венесуэльского президента Уго Чавеса (было рекомендовано ему кубинским лидером Фиделем Кастро).

### «Европейская мечта»

Обложка первого издания «Европейской мечты» (2004 год).

Работа «Европейская мечта: Как европейское видение будущего тихо затмевает американскую мечту» (англ. The European Dream: How Europe's Vision of the Future Is Quietly Eclipsing the American Dream, 2004 год) оказалась в русле тех скептических по отношению к США суждений, которые допускали ранее французский социолог Эммануэль Тодд и британский политолог Анатоль Ливен. Тодд известен тем, что одним из первых сумел предсказать распад СССР, а теперь считает, что Соединённые Штаты уже прошли высшую точку своего успеха и находятся на спаде. Ливен утверждает, что подаваемый в качестве исключительного американский путь является всего лишь повторением довоенного европейского национализма.
В свою очередь, Рифкин отстаивает в своей книге ту идею, что знаменитый «американский дух» ослабевает и уходит в прошлое, вместо него зарождается новый «европейский дух». Преимущества европейских ценностей над американскими писатель видит в том, что заокеанскому индивидуализму европейцы предпочитают солидарность. Жители Старого континента гораздо более защищены с точки зрения экономических, социальных и культурных прав, что позволяет им вести более сбалансированную жизнь. И пусть темпы роста ВВП европейских государств отстают от США, при этом англичане в среднем работают на 5, а немцы — на 10 недель в году меньше, чем американцы. Таким образом, низкие темпы роста означают не меньшую эффективность, а результат сознательного выбора иного образа жизни.
В роли международного арбитра ЕС также представляется Рифкину более приемлемой кандидатурой по сравнению со Штатами, потому что у него накоплен большой опыт взаимодействия различных культур, в то время как американцы предпочитают отгораживаться от мировых проблем всё новыми барьерами, периодически пытаясь их решить в духе волюнтаризма. В то же время автор показывает и другую сторону медали: «перегиб» с правами человека (излишняя защита сексуальных меньшинств, права животных) и мультикультурализмом (что приводит к обострению проблемы ислама в Европе). Тем не менее, если Евросоюз изыщет силы реформировать себя, у него появятся все шансы стать новым «Градом на холме». Труд был оценён на Старом континенте: помимо положительного отзыва еврокомиссара по внешним связям Криса Паттена, в 2005 году писатель получил немецкую литературную премию Corine Literature Prize.

### «Третья промышленная революция»

Обложка первого русскоязычного издания книги «Третья промышленная революция» (2014 год).

К моменту выхода книги «Третья промышленная революция: Как горизонтальные взаимодействия меняют энергетику, экономику и мир в целом» (англ. The Third Industrial Revolution, 2011 год; русскоязычное издание 2014 года) термин уже имел хождение. В частности, 14 мая 2007 года Европарламент одобрил декларацию о третьей промышленной революции (Written Declaration pursuant to Rule 116 of the Rules of Procedure on establishing a green hydrogen economy and a third industrial revolution in Europe through a partnership with committed regions and cities, SMEs and civil society organisations, European Parliament 0016/2007). Декларация поддержала идеи Рифкина о распространении водородных топливных элементов для накопления энергии от возобновляемых источников и развитии «умных» энергетических сетей.
Поэтому неудивительно, что в «Третьей промышленной революции» развиваются звучавшие уже ранее идеи автора о возобновляемой энергетике, децентрализации производства и «энергетическом Интернете». Вместе с тем книга способствовала распространению этих идей. Так, премьер Госсовета КНР Ли Кэцян распорядился издать «Третью промышленную революцию» в Китае тиражом 250 тыс. экземпляров и разослать местным руководителям разных уровней. Различные территории стали заказывать у Рифкина мастер-планы перехода к третьей промышленной революции. Например, в 2013 году его компания TIR Consulting Group составляла совместно с Accenture подобный план для французского региона Нор — Па-де-Кале. План соединил в себе предложения таких компаний, исследователей и авторов, как Philips, Schneider Electric, Rexel, ERDF, Fraunhofer ISE, Bouygues, архитектурное бюро Стефано Боэри, Adrian Smith + Gordon Gill Architecture, Tecnalia, Hydrogenics, Анжело Консоли, DNV KEMA, Alstom и Renault Nissan.
На следующий год после выхода произведения Рифкина поднятая им тема была продолжена сразу в 3 книгах других авторов. Это были «Державный прорыв. Неоиндустриализация России и вертикальная интеграция» С. С. Губанова, «Новая индустриальная революция: потребители, глобализация и конец массового производства» (англ. The New Industrial Revolution: Consumers, Globalization and the End of Mass Production) Питера Марша и «Производители: Новая промышленная революция» (англ. Makers: The New Industrial Revolution) Криса Андерсона.

### «Общество нулевых предельных издержек»
В 2014 году вышла книга Рифкина «The Zero Marginal Cost Society: The Internet of Things, the Collaborative Commons, and the Eclipse of Capitalism». В этой книге Рифкин утверждает, что в ближайшие 50 лет рост производительности приведёт к складыванию экономики с нулевыми (или почти нулевыми) предельными издержками. В этой экономике нужно будет нести только стартовые расходы, связанные с началом производства. Подобный рост производительности Рифкин связывает с переходом к просьюмеризму (распределённая энергетика, 3D-принтеры и т. п.), ростом автоматизации и распространением цифровых технологий (интернет вещей). По мнению Рифкина, в экономике с нулевыми предельными издержками не смогут функционировать традиционные механизмы капиталистического общества, поскольку в такой экономике нельзя получить прибыль. Автор предсказывает, что на смену капитализму придёт «общество сотрудничества» (англ. collaborative commons), в котором на первое место выйдет прямая координация деятельности людей, исторически характерная для местных общин и некоммерческих организаций

### Список произведений
- Совм. с Россеном Дж. Как совершить революцию: американский стиль. Двухсотлетие Декларации = How to Commit Revolution: American Style. Bicentennial Declaration. — Secaucus, New Jersey: Lyle Stuart, 1973. — 216 p. — ISBN 0-8184-0041-2.
- Peoples Bicentennial Commission. Здравый смысл II: Дело против корпоративной тирании = Common Sense II: The Case Against Corporate Tyranny. — New York: Bantam Books, 1975. — XV, 108 p.
- Стань собственником своей работы: Экономическая демократия для работающих американцев = Own Your Own Job: Economic Democracy for Working Americans. — New York: Bantam Books, 1977. — 180 p. — ISBN 978-0-553-10487-5.
- Совм. с Говардом Т. Кто сыграет роль Бога? Искусственное создание жизни и что оно значит для будущего человеческой расы = Who Should Play God? The Artificial Creation of Life and What It Means for the Future of the Human Race. — New York: Dell Publishing, 1977. — 272 p. — (Dell non-fiction). — ISBN 0-440-19504-7.
- Совм. с Барбером Р. Север поднимется снова: пенсии, политика и власть в 1980-х = The North will rise again: pensions, politics and power in the 1980s. — Boston: Beacon Press, 1978. — 279 p. — ISBN 0-8070-4787-2.
- Совм. с Говардом Т. Создающийся порядок: Бог в эпоху дефицита = The Emerging Order: God in the Age of Scarcity. — New York: Putnam, 1979. — XII, 303 p. — ISBN 978-0-399-12319-1.
- Совм. с Говардом Т. Энтропия: новое миропонимание = Entropy: A New World View. — New York: Viking Press, 1980. — XI, 305 p. — ISBN 0-670-29717-8.
- Совм. с Перласом Н. Алгения: новое слово — новый мир = Algeny: a new word - a new world. — New York: Viking Press, 1983. — XII, 298 p. — ISBN 0-670-10885-5.
- Декларация еретика = Declaration of a heretic. — Boston: Routledge & Kegan Paul, 1985. — X, 140 p. — ISBN 978-0710207104.
- Войны времени: первостепенный конфликт в человеческой истории = Time Wars: The Primary Conflict In Human History. — New York: Henry Holt and Company, 1987. — VI, 263 p. — ISBN 0-8050-0377-0.
- Настольная книга «зелёного» образа жизни: 1001 способ исцелить Землю = The Green Lifestyle Handbook: 1001 Ways to Heal the Earth. — New York: Henry Holt and Company, 1990. — XXII, 198 p. — ISBN 0-8050-1369-5.
- Биосферная политика: Новое сознание для нового века = Biosphere Politics: A New Consciousness for a New Century. — New York: Crown Publishing Group, 1991. — XI, 388 p. — ISBN 0-517-57746-1.
- Обратная сторона говядины: Взлёт и падение крупного скотоводства = Beyond Beef: The Rise and Fall of the Cattle Culture. — New York: E. P. Dutton, 1992. — XI, 353 p. — ISBN 0-525-93420-0.
- Совм. с Рифкин К. Г. Голосуя за «зелёное»: Полный путеводитель, как осуществлять политический выбор в 1990-х = Voting Green: Your Complete Environmental Guide to Making Political Choices in the 90's. — New York: Doubleday, 1992. — VIII, 390 p. — ISBN 0-385-41917-1.
- Конец работы: Закат глобальной рабочей силы и рассвет послерыночной эры = The End of Work: The Decline of the Global Work-force and the Dawn of the Post-market Era. — New York: G. P. Putnam's Sons, 1995. — XVIII, 350 p. — ISBN 0-87477-779-8.
- Век биотеха: Использование гена и переделка мира = The Biotech Century: Harnessing the Gene and Remaking the World. — New York: J. P. Tarcher / Putnam, 1998. — XVI, 271 p. — ISBN 0-87477-909-X.
- Эпоха доступа: Новая культура гиперкапитализма, где вся жизнь является платным пользованием = The Age of Access: The New Culture of Hypercapitalism, Where all of Life is a Paid-For Experience. — New York: J. P. Tarcher / Putnam, 2000. — 312 p. — ISBN 1-58542-018-2.
- Европейская мечта: Как европейское видение будущего тихо затмевает американскую мечту = The European Dream: How Europe's Vision of the Future Is Quietly Eclipsing the American Dream. — New York: J. P. Tarcher / Penguin, 2004. — VIII, 434 p. — ISBN 978-1585423453.
- Водородная экономика: Создание Всемирной энергетической паутины и перераспределение власти на Земле = The Hidrogen Economy: The Creation of the World-Wide Energy Web and the Redistribution of Power on Earth. — New York: Jeremy P. Tarcher, 2002. — 304 p. — ISBN 1-58542-193-6.
  - Русскоязычное издание: Если нефти больше нет... Кто возглавит мировую энергетическую революцию?. — М.: Секрет фирмы, 2006. — 416 с. — 3000 экз. — ISBN 5-98888-004-5.
- Цивилизация эмпатии: Путешествие ко глобальному сознанию на Земле в эпоху кризиса = The Empathic Civilization: The Race to Global Consciousness in a World in Crisis. — New York: J. P. Tarcher / Penguin, 2009. — X, 674 p. — ISBN 1-58542-765-9.
- The Third Industrial Revolution: How Lateral Power Is Transforming Energy, the Economy, and the World. — New York: St. Martin’s Press, 2011. — 304 p. — ISBN 978-0-230-11521-7.
  - Русскоязычное издание: Третья промышленная революция: Как горизонтальные взаимодействия меняют энергетику, экономику и мир в целом. — М.: Альпина нон-фикшн, 2014. — 410 с. — 3500 экз. — ISBN 978-5-91671-332-9.
- Общество нулевых предельных издержек: Интернет вещей, общество сотрудничества и закат капитализма = The Zero Marginal Cost Society: The Internet of Things, the Collaborative Commons, and the Eclipse of Capitalism. — New York: Palgrave Macmillan, 2014. — 356 p. — ISBN 978-1-137-27846-3.